# Realschule Broich
Die Realschule Broich ist eine städtische Realschule, die im westlichen Mülheimer Stadtteil Broich liegt.

## Allgemeines
Die Realschule wird zurzeit von ungefähr 980 Schülern (Stand 2021) besucht, die von 63 Lehrern und einer Schulsozialarbeiterin unterrichtet werden. Sie ist seit dem 4. Mai 2012 eine Europaschule und engagiert sich für die Förderung von Schülerinnen und Schüler. Der Unterricht an der Realschule Broich findet koedukativ statt.

## Geschichte
Die Realschule Broich wurde im Jahre 1965 eröffnet. Am 1. Dezember 1966 konnte die Realschule erstmals bezogen werden, erst dann zeigte sich, dass die Schule viel zu klein war. Das benachbarte Gymnasium hatte jedoch genügend Räume zur Verfügung und überließ der Realschule erstmals zwei Kellerräume, die vorher als Ablageräume genutzt wurden.

## MINT
Die Realschule Broich ist die einzige Schule in Mülheim, die auf dem Schwerpunkt MINT eine eigene Klasse (c), in jeder Klassenstufe, anbietet. Die Klassen bekommen wöchentlichen Förderunterricht in Form einer zusätzlichen Doppelstunde im Bereich Naturwissenschaften (MINT).

## Bilingualer Zweig
Durch zusätzliche Englischstunden, eigene AGs und Auslandsreisen soll eine umfassendere Beherrschung der englischen Sprache und eine gestärkte Grundlage vermittelt werden, wodurch der Einstieg in eine Berufsausbildung oder in eine weiterführende Schule erleichtert werden soll.
Die Realschule Broich bietet auf dem Gebiet des bilingualen Zweiges unter anderem PET (Preliminary English Test), Erasmus+ (ehemalige Comenius) und DELF (Diplome dÈtudes en Langue Francaise).

## AGs für Schüler
Die Realschule Broich bietet verschiedene Freiwillige AGs an die nach der Schule in den siebten und achten Stunden Stattfinden. Sie werden in verschiedenen Bereichen angeboten wie zum Beispiel im Sozialwesen in form einer "Sterne unterstützen Menschen" wo die Schüler zusammen an einen Tag in der Woche in ein Altenheim gehen, Naturwissenschaften, welche durch die Vivarium AG gefördert werden und der Umgang mit verschiedenen Tiere wie zum Beispiel Chamäleons und Geckos und auch in Technischen Bereichen wie einer Aula Technik AG. 

## Kooperationen
Die Realschule ist mit diversen Schulen und Vereinen in den letzten Jahren eine Kooperation eingegangen. Das Fundament bildet hierbei ein innovatives Kooperationsnetzwerk zwischen der Realschule Broich, der Karl-Ziegler-Schule, dem Berufskolleg Lehnerstraße und dem Berufskolleg Stadtmitte mit dem Ziel, eine nachhaltige Lernpartnerschaft zum beiderseitigen Nutzen zu etablieren.

## Auszeichnungen
Die Realschule Broich erhielt ein Zertifikat für besonderes Engagement durch die Teilnahme an der ICCS (International Civic and Citizenship Education Study)  2016 von der Universität Duisburg.
Des Weiteren erhielt sie eine Auszeichnung vom Oberbürgermeister der Stadt Mülheim für das Europa Projekt, welches ein halbes Jahr lang, einmal monatlich, getroffen, recherchiert, fotografiert und dokumentiert in über 50 verschiedenen Themen wurde.
Seit 2003 nimmt die Realschule Broich aktiv am Bundeswettbewerb „Jugend debattiert“ teil und konnte dabei schon einige Erfolge auf Regionalebene bis zur Landesqualifikation erzielen.
Die Realschule wurde als erste Schule in Deutschland im Jahr 2010 mit dem „IT TECH“ Zertifikat in Köln ausgezeichnet.

## Bekannte Absolventen
- Heiko Hendriks (* 1966), Politiker (CDU)